# Кратасюк Віктор Іванович
Віктор Іванович Кратасюк (рос. Виктор Иванович Кратасюк, нар. 30 січня 1949, Поті, Грузинська РСР, СРСР — 18 березня 2003) — радянський веслувальник на байдарках, олімпійський чемпіон 1972 року.

## Кар'єра
Віктор Кратасюк народився 30 січня 1949 року в місті Поті (ГРСР).
Найбільш успішний період у своїй кар'єрі спортсмен провів у 1972 році. У парі з білорусом Миколою Горбачовим, Кратасюк пробився до складу збірної на Олімпійські ігри 1972 року, на яких спортсмени виграли усі заїзди в яких брали участь на дистанції 1000 метрів, та стали олімпійськими чемпіонами.

## Виступи на Олімпійських іграх
| Олімпіада   | Дисципліна                   | Місце |
| ----------- | ---------------------------- | ----- |
| Мюнхен 1972 | байдарки-двійки, 1000 метрів | 1     |